# Voltýřov
Voltýřov je vesnice, část obce Klučenice v okrese Příbram ve Středočeském kraji. Nachází se asi dva kilometry jižně od Klučenic nedaleko vodní nádrže Orlík. V roce 2011 zde trvale žilo 58 obyvatel.
Voltýřov je také název katastrálního území o rozloze 4,11 km². Voltýřov leží i v katastrálním území Podskalí o rozloze 1,09 km².

## Historie
První písemná zmínka o vesnici pochází z roku 1415.
Dřívější používaný název byl Valtířov, Valtéřov. Tento název byl odvozen od rytíře Valtra, který založil místní tvrz. Valter z Valtéřova zde seděl v roce 1360. Od císaře Karla IV. měl povolení zřídit si zde krčmu a pivovar. Roku 1415 byl majitelem Vilém Rejman z Erlebachu. Věnoval klučenickému kostelu úroky z této vsi na konání zádušních mší. V letech 1429–1448 byl Voltýřov odkoupen Martinem z Holešic a byl připojen k nedaleké tvrzi Holešice. Po jeho úmrtí byl Voltýřov v držení Heřmana z Nedvězí (1454), poté roku 1485 se připomínají Vaněk a Oldřich z Vesce.
Sbor dobrovolných hasičů byl v obci založený roku 1899. Fara, četnictvo, pošta a škola se nacházela v Klučenicích. Lékař byl v Kovářově. V roce 1940 zde bylo vedeno 225 obyvatel a 48 popisných čísel.

## Obyvatelstvo
| Rok            | 1869 | 1880 | 1890 | 1900 | 1910 | 1921 | 1930 | 1950 | 1961 | 1970 | 1980 | 1991 | 2001 | 2011 | 2021 |
| -------------- | ---- | ---- | ---- | ---- | ---- | ---- | ---- | ---- | ---- | ---- | ---- | ---- | ---- | ---- | ---- |
| Počet obyvatel | 473  | 513  | 491  | 466  | 470  | 394  | 348  | 205  | 129  | 103  | 65   | 53   | 50   | 58   | 47   |
| Počet domů     | 51   | 63   | 69   | 73   | 73   | 74   | 79   | 84   | 40   | 33   | 28   | 38   | 37   | 29   | 38   |

## Obecní správa
Při sčítání lidu v letech 1850–1964 Voltýřov byl samostatnou obcí, se kterým patřil nejprve do okresu Milevsko, ale od roku 1960 v okrese Příbram. Od 14. června 1964 je částí obce Klučenice v okrese Příbram.

## Pamětihodnosti
- Pozůstatky tvrze Voltýřov se nachází v místě, které se nazývalo Buršů hrad.[5] Nepatrné zbytky základů se dochovaly u domu čp. 15. Jedné části pozemku se říkalo Na kacíři. Podle pověsti tam upálili kacíře.[5]
- Ve vesnici se nachází kaple čverhranného půdorysu.
- Na návsi je umístěný kamenný pomník padlým v první světové válce. Na pomníku je uvedený nápis „Padlým vojínům ve světové válce 1914–1918“ a šest jmen padlých spoluobčanů.
- U příjezdové komunikace z vesnice do Klučenic se nalézá výklenková kaple.
- Jihozápadně od vesnice se nachází hradiště Žíkovec z pozdní doby bronzové.[9]

## Galerie

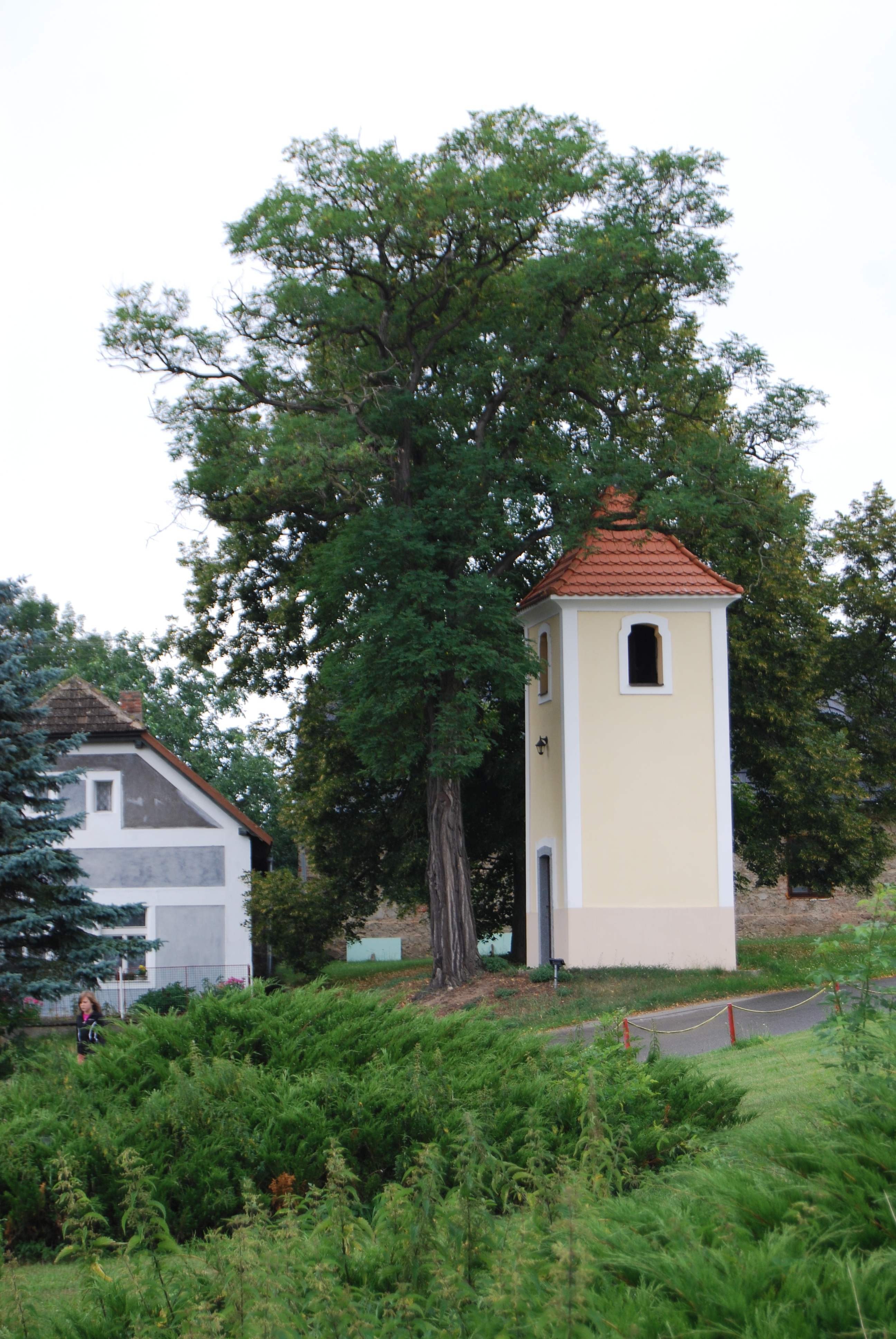
Kaple ve vsi
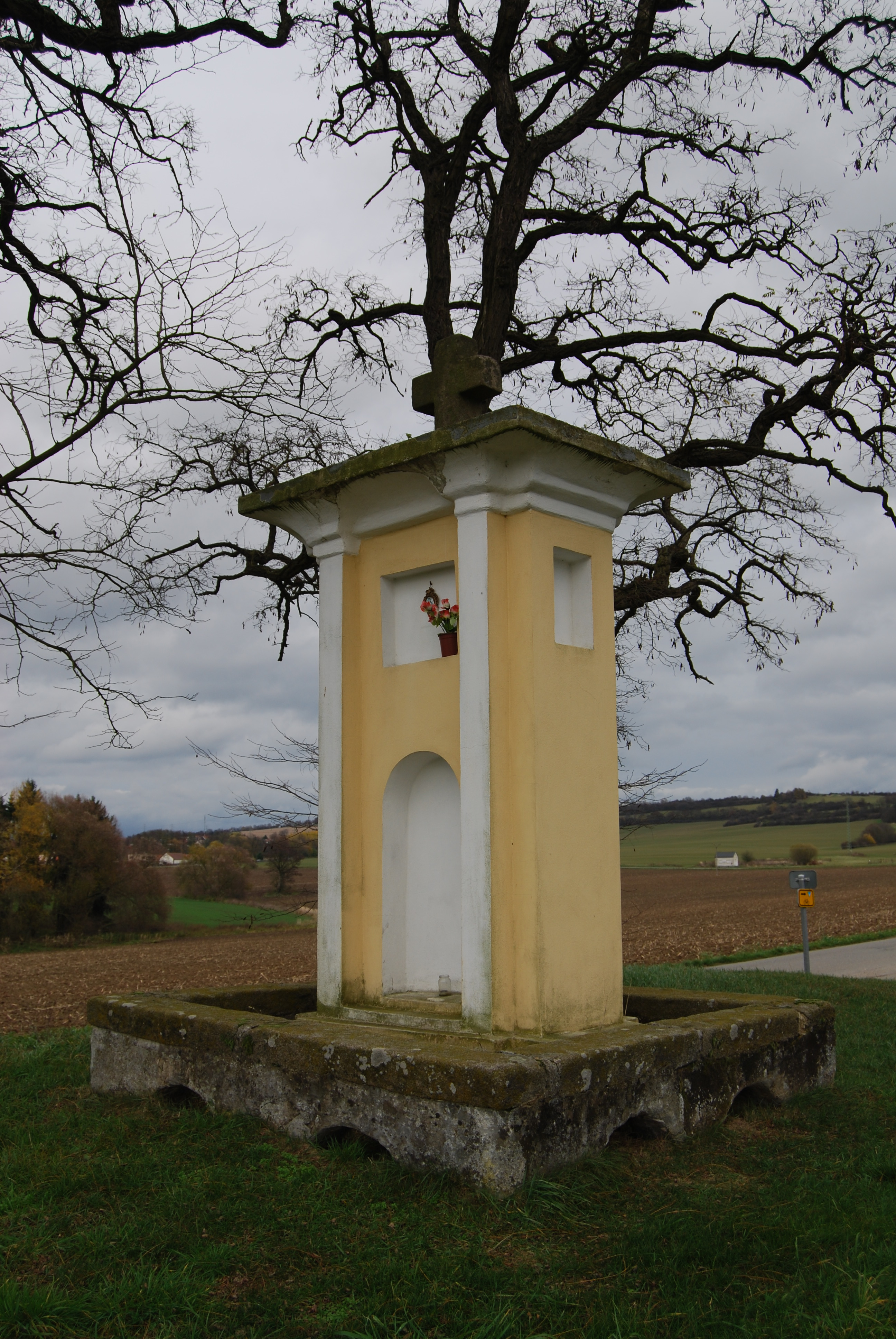
Kaple poblíž vesnice
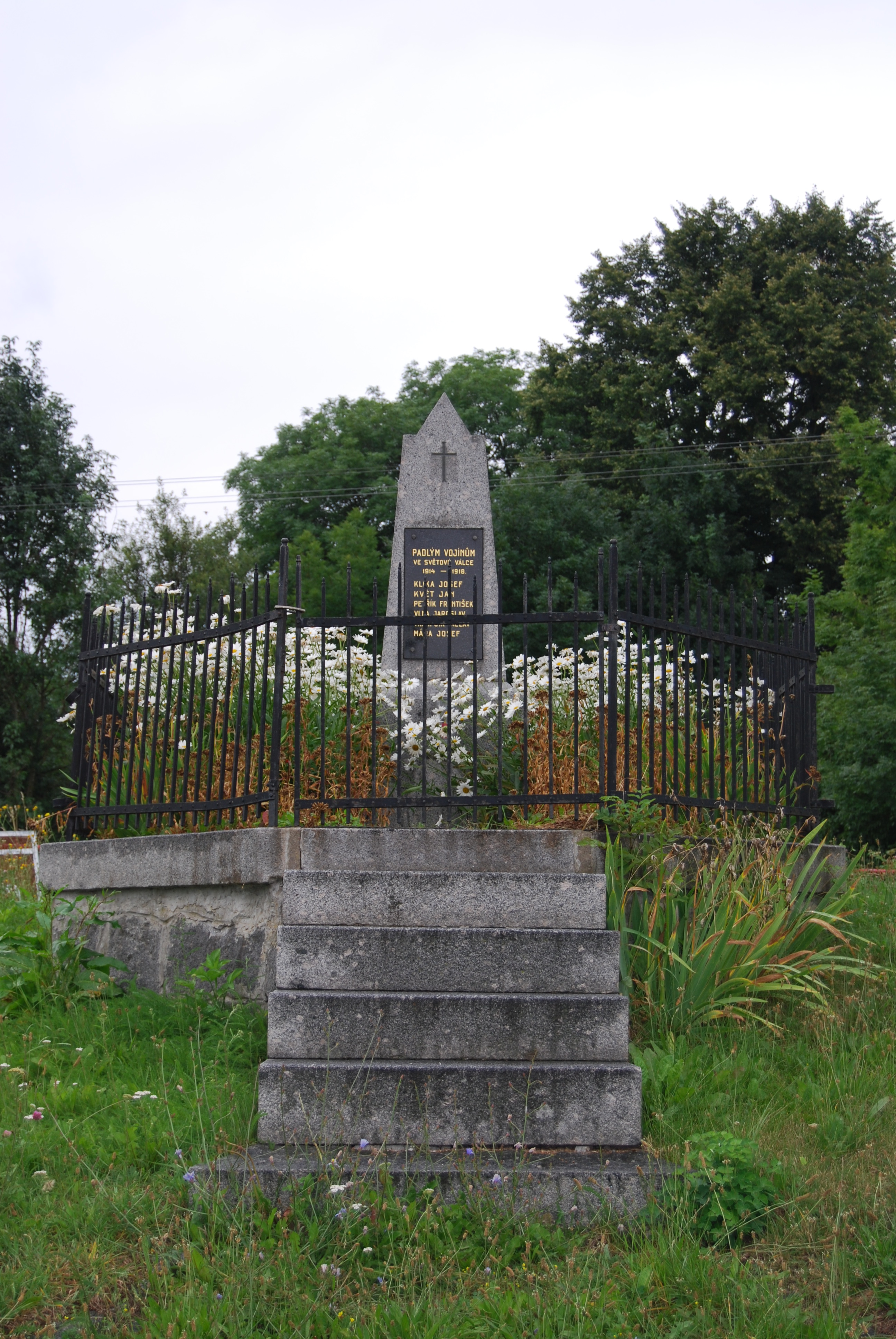
Pomník padlým
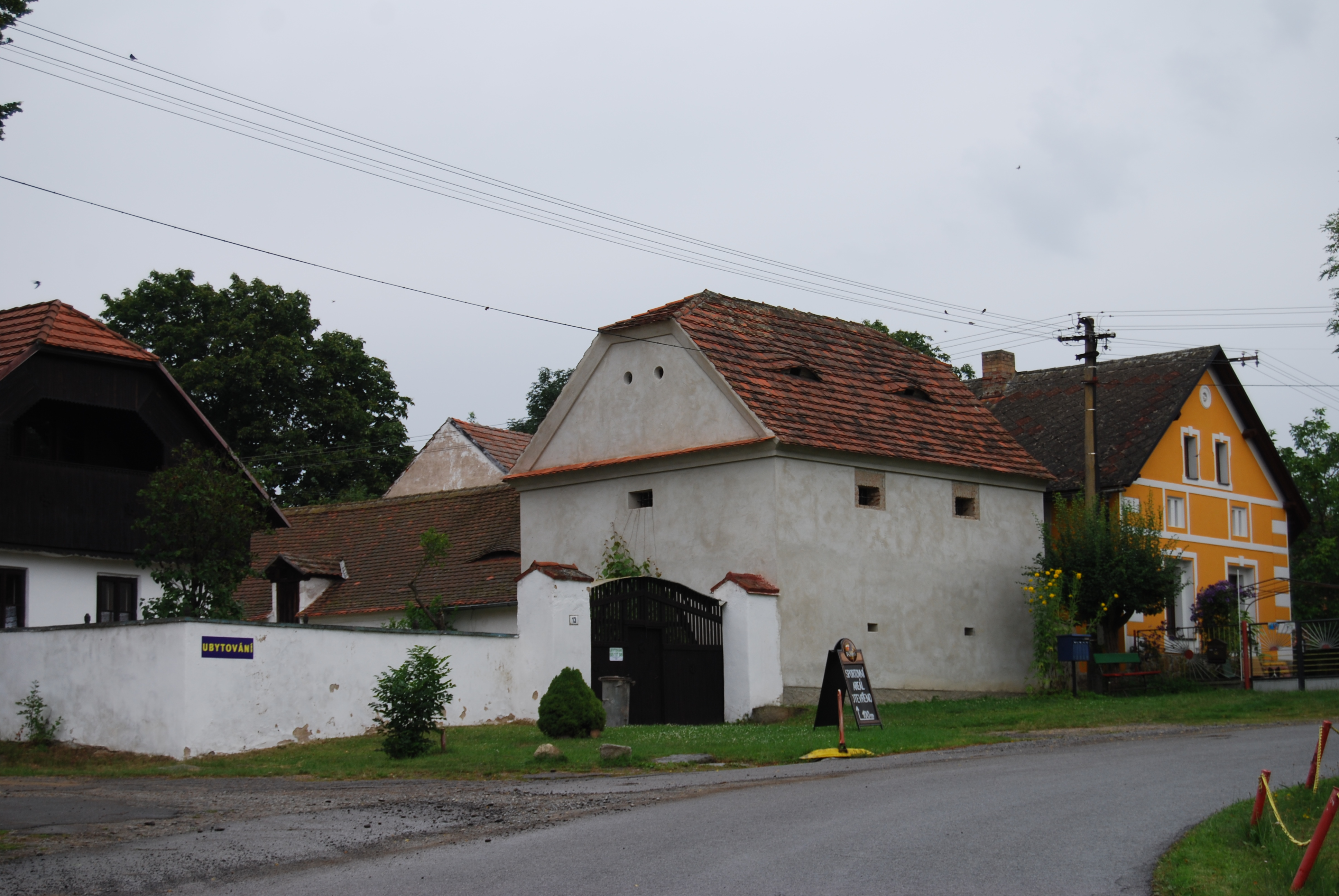
Pohled na část vesnice